# Suchdol (zámek)
Suchdol je zámek ve stejnojmenné vesnici u Prosenické Lhoty v okrese Příbram ve Středočeském kraji. Jeho předchůdcem byla středověká tvrz, která byla během sedmnáctého až osmnáctého století přestavěna na barokní zámek. Zámecký areál je chráněn jako kulturní památka.

## Historie
První písemná zmínka o suchdolské tvrzi pochází z roku 1543, ale panské sídlo ve vsi stálo už ve čtrnáctém století. Sídlil zde vladycký rod příbuzný s Břekovci z Ostromeče. Patřili k nim Dobeš připomínaný v letech 1369 a 1375 a Ondřej zmiňovaný roku 1373, který však pravděpodobně měl svůj vlastní dvůr neznámo kde. Přídomek ze Suchdola používali také Dobešovi strýcové Bohuslav a Volkéř.  Některý z uvedených vladyků měl dva syny: Buška a Olbrama ze Suchdola, kteří se v letech 1390 a 1401 dělili o podací právo ke hlasivskému kostelu a v letech 1400 a 1404 k hodětickému kostelu. Ve stejné době ve vsi existoval další samostatný drobný statek s panským dvorcem.
Později v patnáctém století Suchdol patřil rodu Břekovců, kteří jej v roce 1473 drželi jakou součást panství hradu Kozí hřbet. Břekovci někdy poté hrad prodali, ale Suchdol jim zůstal a po roce 1518 tvořil součást červenohrádeckého panství, ke kterému jej připojili bratři Jan a Petr Břekovcové. Jan v roce 1560 Suchdol prodal k nalžovickému panství. To vlastnili jeho synové Bohuslav a Zikmund, kteří se před rokem 1578 o majetek rozdělili. Suchdol připadl Zikmundovi, ale po jeho smrti jej zdědil Bohuslav a opět vesnici připojil k Nalžovicím.
Roku 1637 prodal Aleš Ferdinand Vratislav z Mitrovic Suchdol s tvrzí a dvěma dalšími vesnicemi Kateřině Čabelické ze Soutic. Kateřina však žila a zemřela v Trkově a rodinný majetek v roce 1661 připadl jejímu synovi Václavu Karlovi Čabelickému ze Soutic. Václav o čtyři roky později Suchdol prodal hraběti Karlovi z Millesima a ten jej připojil ke Kosově Hoře. V roce 1675 suchdolský statek koupila Anna Walderodová, rozené z Lilienthalu. Po ní Suchdol patřil Barboře Doudlebské, rozené Vřesovcové, a po její smrti v roce 1699 dceři Zuzaně Oberburgerové. Za ní zadlužený statek připadl věřitelům. Pozdější majitelé se často střídali a není jasné, který z nich nechal v sedmnáctém až osmnáctém století přestavět tvrz na zámek. Ve druhé polovině dvacátého století zámecký areál sloužil státnímu statku.

## Stavební podoba
Podle popisu z roku 1675 byla tehdejší tvrz malá. V přízemí se nacházela kuchyně, ratejna a komora a v patře pouze dva pokoje s komorou.
Zámecký areál se nachází na východním okraji vesnice. Budova zámku je součástí hospodářského dvora. Severní stranu dvora tvoří chlév a stavení, v jehož přízemí bývala konírna a v patře sýpka. Na západní straně stojí čeledník a proti němu stodola. Jednotlivé budovy propojuje ohradní zeď. Hlavní zámecká budova stojí na jižní straně dvora. Má obdélníkový půdorys, jedno patro a mansardovou střechu. Na nádvorní straně bývaly v přízemí arkády, ale byly zazděny v devatenáctém století. Přízemní prostory jsou zaklenuté do pasů. Na jižní straně dvora býval park.